# Compagnie des grands express aériens
La Compagnie des Grands Express Aériens (CGEA) était une compagnie aérienne française, fondée le 20 mars 1919 par des banquiers belges aux origines françaises, les frères Charles et Désiré Pelabon, également propriétaires des Ateliers de construction du Nord de la France et des Mureaux. 
Basée au Bourget, la CGEA assurait les liaisons Paris-Londres avec des Farman F.50 à cinq places. Dès l'automne 1921, la compagnie reliait Paris à Lausanne, avec un Farman F.60 Goliath de 13 places. Le hangar qui l'accueillait, dont la porte oscillante de près 40 tonnes serait une réalisation du bureau d'étude de Gustave Eiffel, est encore visible sur l'aéroport de Lausanne-Blécherette. La CGEA inaugura le 7 mai 1922 le premier service de nuit sur Paris-Londres. 
Le 1er janvier 1923, la CGEA était absorbée par la Compagnie des Messageries Aériennes (CMA), ce qui allait donner naissance à un nouveau groupe, Air Union.

## Accident
Le 7 avril 1922, se produit la première collision d'un avion de ligne en vol. 
Un Farman F.60 Goliath des Grands Express Aériens, partant du Bourget en direction de Croydon près de Londres alors qu'il vole dans le brouillard, entre en collision avec un De Havilland DH.18 de Daimer Airway qui faisait le même voyage en sens inverse. Les deux avions suivaient la voie ferrée pour se repérer. Sept personnes sont tuées dont 3 passagers sur le Farman F.60.